# مینتو، نیوبرانزویک
مینتو (به انگلیسی: Minto) یک منطقهٔ مسکونی در کانادا است که در نیوبرانزویک واقع شده‌است. مینتو ۲٬۳۰۵ نفر جمعیت دارد.